# Boken om San Michele
Boken om San Michele är en bok av Axel Munthe utgiven 1929. Den brukar ofta beskrivas som en självbiografi men vissa händelser har aldrig hänt eller har flyttats i tid och rum. Boken skrevs på engelska men översattes av författaren själv till svenska. Boken lär vara 1900-talets mest spridda svenska bok och har getts ut i fler upplagor och i fler länder än både Nils Holgerssons underbara resa genom Sverige och böckerna om Pippi Långstrump.

## Innehåll
I boken berättar Munthe med humor minnen från sitt liv. Som ung läkare upptäckte han snart att många av hans patienter snarare led av brist på sysselsättning än någon sjukdom. För de förmögna kvinnor ur borgarklassen som konsulterade honom för sina nervösa besvär uppfann läkarprofessionen en sjukdom, colitis: "Det var en nätt och bekväm åkomma, trygg för kirurgens kniv, alltid till hands när den behövdes, avpassad för allas smak. Ingen visste när den kom, ingen visste när den gick." Enligt Munthe blev hans patienter mycket bättre så fort de fick veta att de hade en näst intill obotlig sjukdom som kunde hålla dem sysselsatta. Munthe berättar också om sin tid som läkare vid en allvarlig koleraepidemi i Neapel, om sin tid som doktor på modet i Rom, sin kärlek till djuren, sitt förhållande till döden och om bygget av San Michele.
Trots att Munthe skriver om sitt eget liv nämns varken drottning Victoria eller skilsmässan från hans första hustru Ultima Hornberg. När han skriver om sin tid som läkare i Paris framställer han sig som ungkarl trots att han var gift. Händelser som i boken sker i Paris ägde i själva verket rum i Rom eller i Sverige. Munthe reste inte från Lappland till koleraepidemin i Neapel, dessa två händelser ägde i själva verket rum olika år. Berättelsen om hur Munthe ledsagar liket av en ung student från Tyskland till Sverige och hur kistan förväxlas med en annan är påhittad. Historien om hur Munthe med kamrater blir gripna av polisen när de firar en kamrats bröllop i Paris ägde i verkligheten rum på Munthes svensexa i november 1880. Munthe uppger att han flyttade från Paris på grund av en konflikt med doktor Charcot vid Salpêtrière-sjukhuset men i verkligheten var förmodligen skilsmässan från hans hustru 1887 den främsta anledningen. Enligt andra källor skulle Munthe ha försökt hypnotisera en ung kvinnlig patient vid sjukhuset och därvid gjort något otillbörligt. Enligt Munthe själv, ville han bara få ut flickan från sjukhuset.

## Tillkomst
Munthe hade varit verksam som läkare i Paris innan han på 1890-talet bosatte sig på Capri där han lät uppföra en italiensk villa, San Michele, på samma plats där den romerske kejsaren Tiberius också haft ett hus. De insamlade antikviteter som Munthe samlade där och hans ställning som tidens innedoktor lockade Europas celebriteter att besöka villan. En av Munthes nära bekanta var Sveriges drottning Victoria som tyckte så mycket om byggnaden att hon själv uppförde en villa i liknande stil, Solliden på Öland.
Manuset verkar ha tillkommit under en lång tid av år. Redan 1898 har han i ett brev till John Murray berättat att han skriver en bok om San Michele. Huvuddelen av boken verkar dock ha tillkommit efter 1917-1918 och då främst efter 1926. I boken hävdar Munthe själv att det var författaren Henry James som uppmanade honom att skriva om San Michele vid sitt besök där i juni 1899.
I augusti 1928 tog Munthe kontakt med sin engelske förläggare John Murray och berättade: "Jag hade för avsikt att be Er titta på ett manuskript innan jag visar det för någon annan. Det kanske inte är en bra bok men det är tveklöst en märklig bok, 'olik allting annat', enligt min gamle vän Rennell Rodd som har läst delar av manuskriptet och insisterar på att det ges ut."
I ett senare brev skriver han: "Boken heter 'The Story of San Michele', namnet på mitt vackra hem här som jag drivits bort från av solljuset. Tvärt emot min ursprungliga avsikt visar det sig ha blivit historien om mitt eget liv, men Rodd säger att det är bäst så."
Den 15 oktober fick Murray manuskriptet men han insjuknade plötsligt och avled den 30 november. Hans son John Murray var intresserad av att ge ut boken men kunde inte tänka sig en större upplaga än 1 000 exemplar. Munthe besökte London i november och kom överens med John Murray om en upplaga på 1 500 exemplar. Munthe hade många önskemål eller krav på hur boken skulle utformas och han ville att hans egna inkomster från försäljningen skulle gå till Neapels djurskyddsförening.

## Mottagande
I april 1929 kom boken ut och till en början väckte boken ingen särskild uppmärksamhet. En recension i The Observer av reseskildraren Robert Cunningham Graham fick stor betydelse för bokens framgång: 
"Sällan har jag läst nånting mer rörande, ömsintare eller mer genomsyrat av 'respect human'." Kort efteråt trycktes en andra upplaga av boken och fram till årets slut blev sex upplagor tryckta.
Även i USA blev boken en succé och den toppade försäljningslistan för fackböcker för 1930. Munthes bok stred om förstaplatsen med prins Wilhelms exhustru prinsessan Marias 
memoarer Things I Remember.
Den 17 augusti 1929 recenserades den engelska utgåvan i Sydsvenska Dagbladet där Per Meurling skrev: "D:r Munthes bok uppväger vagnslaster av vanlig modern litteratur. Här finns novelluppslag för tusen medelmåttiga skrivmaskinshamrande, i författarklubbar inregistrerade novellister."
Karl Otto Bonnier tog kontakt med Munthe i augusti 1929 för att Bonniers förlag skulle få ge ut en svensk översättning. I sitt svarsbrev förklarade Munthe att han inte var ett dugg intresserad av en svensk utgåva men trots det hade han redan översatt boken till svenska. Munthe hade också noggranna krav på hur boken skulle utformas: de sista kapitlen skulle återges på äldre svenska, utländska ord skulle kvarstå oöversatta och framför allt ville han att den svenska utgåvan skulle dediceras till drottning Victoria. Drottningen låg allvarligt sjuk i Rom men hade ett stort intresse för den kommande svenska utgåvan. Hon läste själv korrekturen tills hon var för svag för att själv hålla i papperen. Munthe var angelägen att den svenska utgåvan skulle ges ut innan det var för sent för drottningen att själv se den men den 4 april 1930 avled drottningen.
När den svenska utgåvan kom ut i april 1930 fick den ett mycket positivt mottagande av de svenska kritikerna. I Aftonbladet hyllade John Landquist "den maskulina uppfattningen av det äkta i människolivet med glad satir mot humbug och choser och förkärleken för ett kontemplativt och enkelt liv i naturens mitt."
The Story of San Michele översattes till allt fler språk och 1935 hade den givits ut på engelska, svenska, danska, spanska, holländska, norska, finska, tyska, italienska, isländska, polska, serbokroatiska, ungerska, bulgariska, franska, slovenska, tjeckiska, rumänska, hebreiska, lettiska, portugisiska, turkiska och esperanto.
De pengar som Munthe tjänade på den svenska utgåvan ville han använda till projekt för djurskydd. Munthe skänkte 100 000 kronor för inköp av Knisa mosse norr om Borgholm som blev fågelreservat.
Boken utkom i tyskspråkig filmatisering 1962 under namnet Axel Munthe – Der Arzt von San Michele.